# Cyathea compta
Cyathea compta là một loài dương xỉ trong họ Cyatheaceae. Loài này được Mart. mô tả khoa học đầu tiên năm 1822.
Danh pháp khoa học của loài này chưa được làm sáng tỏ. 